# Robin Schulz/Diskografie
Diese Diskografie ist eine Übersicht über die musikalischen Werke des deutschen DJs Robin Schulz und seines Pseudonyms Koppy. Den Quellenangaben und Schallplattenauszeichnungen zufolge verkaufte er bisher mehr als 38,3 Millionen Tonträger, davon alleine in seiner Heimat über 8,8 Millionen und zählt somit zu den Interpreten mit den meisten verkauften Tonträgern in Deutschland. Seine erfolgreichste Veröffentlichung ist die Single Waves (Robin Schulz Remix) mit über zwölf Millionen verkauften Einheiten. In Deutschland sind Waves (Robin Schulz Remix), Prayer in C (Robin Schulz Remix) und Sugar seine größten kommerziellen Erfolge. Die Singles verkauften sich in Deutschland jeweils über eine Million Mal und zählen zu den meistverkauften Singles des Landes. Damit konnte er als Interpret genauso viele Millionenseller landen wie Heintje und Ed Sheeran, nur Freddy Quinn konnte mehr Millionenseller in Deutschland landen (6 Stück).

## Alben

### Studioalben
| Jahr | Titel Musiklabel         | Höchstplatzierung, Gesamtwochen, AuszeichnungChartplatzierungen (Jahr, Titel, Musiklabel, Platzierungen, Wochen, Auszeichnungen, Anmerkungen) | Höchstplatzierung, Gesamtwochen, AuszeichnungChartplatzierungen (Jahr, Titel, Musiklabel, Platzierungen, Wochen, Auszeichnungen, Anmerkungen) | Höchstplatzierung, Gesamtwochen, AuszeichnungChartplatzierungen (Jahr, Titel, Musiklabel, Platzierungen, Wochen, Auszeichnungen, Anmerkungen) | Höchstplatzierung, Gesamtwochen, AuszeichnungChartplatzierungen (Jahr, Titel, Musiklabel, Platzierungen, Wochen, Auszeichnungen, Anmerkungen) | Höchstplatzierung, Gesamtwochen, AuszeichnungChartplatzierungen (Jahr, Titel, Musiklabel, Platzierungen, Wochen, Auszeichnungen, Anmerkungen) | Höchstplatzierung, Gesamtwochen, AuszeichnungChartplatzierungen (Jahr, Titel, Musiklabel, Platzierungen, Wochen, Auszeichnungen, Anmerkungen) | Anmerkungen                                                  |
| Jahr | Titel Musiklabel         | DE | AT | CH | UK | US | Dance | Anmerkungen                                                  |
| ---- | ------------------------ | --- | --- | --- | --- | --- | --- | ------------------------------------------------------------ |
| 2014 | Prayer Tonspiel (WMG)    | DE7 Platin · (47 Wo.)DE | AT10 (12 Wo.)AT | CH4 Gold · (51 Wo.)CH | UK86 Platin · (2 Wo.)UK | US42 (19 Wo.)US | Dance3 (34 Wo.)Dance | Erstveröffentlichung: 16. September 2014 Verkäufe: + 655.000 |
| 2015 | Sugar Tonspiel (WMG)     | DE3 Gold · (45 Wo.)DE | AT4 (15 Wo.)AT | CH1 (37 Wo.)CH | — | US154 (8 Wo.)US | Dance5 (4 Wo.)Dance | Erstveröffentlichung: 25. September 2015 Verkäufe: + 185.000 |
| 2017 | Uncovered Tonspiel (WMG) | DE11 (34 Wo.)DE | AT19 (16 Wo.)AT | CH12 (5 Wo.)CH | — | — | Dance12 (1 Wo.)Dance | Erstveröffentlichung: 29. September 2017 Verkäufe: + 10.000  |
| 2021 | IIII Warner Music (WMG)  | DE9 (4 Wo.)DE | AT29 (1 Wo.)AT | CH9 (5 Wo.)CH | — | — | — | Erstveröffentlichung: 26. Februar 2021 Verkäufe: + 20.000    |
| 2023 | Pink Warner Music (WMG)  | DE27 (1 Wo.)DE | AT66 (1 Wo.)AT | CH58 (1 Wo.)CH | — | — | — | Erstveröffentlichung: 25. August 2023                        |

### EPs
| Jahr | Titel Musiklabel           | Anmerkungen                             |
| ---- | -------------------------- | --------------------------------------- |
| 2015 | Tutti D2L Recordings (D2L) | Erstveröffentlichung: 7. September 2015 |

## Singles

### Als Leadmusiker
| Jahr | Titel Album                                              | Höchstplatzierung, Gesamtwochen, AuszeichnungChartplatzierungen (Jahr, Titel, Album, Platzierungen, Wochen, Auszeichnungen, Anmerkungen) | Höchstplatzierung, Gesamtwochen, AuszeichnungChartplatzierungen (Jahr, Titel, Album, Platzierungen, Wochen, Auszeichnungen, Anmerkungen) | Höchstplatzierung, Gesamtwochen, AuszeichnungChartplatzierungen (Jahr, Titel, Album, Platzierungen, Wochen, Auszeichnungen, Anmerkungen) | Höchstplatzierung, Gesamtwochen, AuszeichnungChartplatzierungen (Jahr, Titel, Album, Platzierungen, Wochen, Auszeichnungen, Anmerkungen) | Höchstplatzierung, Gesamtwochen, AuszeichnungChartplatzierungen (Jahr, Titel, Album, Platzierungen, Wochen, Auszeichnungen, Anmerkungen) | Höchstplatzierung, Gesamtwochen, AuszeichnungChartplatzierungen (Jahr, Titel, Album, Platzierungen, Wochen, Auszeichnungen, Anmerkungen) | Anmerkungen                                                                                      |
| Jahr | Titel Album                                              | DE | AT | CH | UK | US | Dance | Anmerkungen                                                                                      |
| ---- | -------------------------------------------------------- | --- | --- | --- | --- | --- | --- | ------------------------------------------------------------------------------------------------ |
| 2012 | Rain –                                                   | — | — | — | — | — | — | Erstveröffentlichung: 20. Februar 2012                                                           |
| 2012 | Feeling –                                                | — | — | — | — | — | — | Erstveröffentlichung: 27. Mai 2012                                                               |
| 2012 | To You –                                                 | — | — | — | — | — | — | Erstveröffentlichung: 22. Oktober 2012                                                           |
| 2013 | Stone –                                                  | — | — | — | — | — | — | Erstveröffentlichung: 8. April 2013                                                              |
| 2013 | Same –                                                   | — | — | — | — | — | — | Erstveröffentlichung: 27. August 2013                                                            |
| 2014 | Waves (Robin Schulz Remix) Prayer                        | DE1 ×4Vierfachplatin · (59 Wo.)DE | AT1 Gold · (33 Wo.)AT | CH1 Platin · (53 Wo.)CH | UK1 ×5Fünffachplatin · (70 Wo.)UK | US14 ×2Doppelplatin · (25 Wo.)US | Dance1 (52 Wo.)Dance | Erstveröffentlichung: 17. Januar 2014 Verkäufe: + 12.000.000; mit Mr. Probz                      |
| 2014 | Prayer in C (Robin Schulz Remix) Prayer                  | DE1 Diamant · (59 Wo.)DE | AT1 Platin · (38 Wo.)AT | CH1 ×3Dreifachplatin · (68 Wo.)CH | UK1 ×2Doppelplatin · (48 Wo.)UK | US23 Platin · (20 Wo.)US | Dance1 (45 Wo.)Dance | Erstveröffentlichung: 6. Juni 2014 Verkäufe: + 5.125.000; mit Lilly Wood & the Prick             |
| 2014 | Willst du Prayer                                         | DE35 (10 Wo.)DE | AT42 (4 Wo.)AT | CH47 (4 Wo.)CH | — | — | — | Erstveröffentlichung: 5. September 2014 mit Alligatoah                                           |
| 2014 | Sun Goes Down Prayer                                     | DE2 ×3Dreifachgold · (50 Wo.)DE | AT3 Gold · (29 Wo.)AT | CH3 Platin · (35 Wo.)CH | UK94 Silber · (1 Wo.)UK | — | Dance21 (20 Wo.)Dance | Erstveröffentlichung: 15. September 2014 Verkäufe: + 1.185.500; feat. Jasmine Thompson           |
| 2015 | Headlights Sugar                                         | DE6 ×3Dreifachgold · (33 Wo.)DE | AT2 Gold · (28 Wo.)AT | CH7 Gold · (33 Wo.)CH | UK96 Silber · (1 Wo.)UK | — | Dance17 (20 Wo.)Dance | Erstveröffentlichung: 3. April 2015 Verkäufe: + 1.317.500; feat. Ilsey                           |
| 2015 | Sugar                                                    | DE1 Diamant · (55 Wo.)DE | AT1 Platin · (44 Wo.)AT | CH1 ×2Doppelplatin · (51 Wo.)CH | UK21 ×2Doppelplatin · (34 Wo.)UK | US44 Platin · (15 Wo.)US | Dance2 (42 Wo.)Dance | Erstveröffentlichung: 17. Juli 2015 Verkäufe: + 6.093.333; feat. Francesco Yates                 |
| 2015 | Show Me Love Sugar                                       | DE2 Platin · (28 Wo.)DE | AT4 Gold · (23 Wo.)AT | CH12 Gold · (19 Wo.)CH | — | — | — | Erstveröffentlichung: 27. November 2015 Verkäufe: + 495.000; mit J.U.D.G.E.                      |
| 2016 | Heatwave Sugar                                           | DE30 Gold · (22 Wo.)DE | AT24 (16 Wo.)AT | — | — | — | — | Erstveröffentlichung: 13. Mai 2016 Verkäufe: + 265.000; feat. Akon                               |
| 2016 | Shed a Light Uncovered                                   | DE6 Platin · (23 Wo.)DE | AT7 Gold · (21 Wo.)AT | CH19 (25 Wo.)CH | UK24 Gold · (16 Wo.)UK | — | Dance11 (20 Wo.)Dance | Erstveröffentlichung: 25. November 2016 Verkäufe: + 1.332.666 mit David Guetta feat. Cheat Codes |
| 2017 | OK Uncovered                                             | DE2 ×2Doppelplatin · (38 Wo.)DE | AT2 ×2Doppelplatin · (32 Wo.)AT | CH2 ×2Doppelplatin · (47 Wo.)CH | UK— SilberUK | — | Dance25 (20 Wo.)Dance | Erstveröffentlichung: 19. Mai 2017 Verkäufe: + 1.683.333; feat. James Blunt                      |
| 2017 | I Believe I’m Fine Uncovered                             | DE29 Gold · (24 Wo.)DE | AT26 (19 Wo.)AT | CH88 (3 Wo.)CH | — | — | — | Erstveröffentlichung: 8. September 2017 Verkäufe: + 200.000; mit Hugel                           |
| 2017 | Unforgettable Uncovered                                  | DE13 Gold · (23 Wo.)DE | AT31 Gold · (16 Wo.)AT | CH61 (1 Wo.)CH | — | — | — | Erstveröffentlichung: 22. Dezember 2017 Verkäufe: + 215.000; mit Marc Scibilia                   |
| 2018 | Oh Child Uncovered (Soloversion)                         | DE19 Gold · (19 Wo.)DE | AT20 Gold · (17 Wo.)AT | CH84 (6 Wo.)CH | — | — | Dance46 (3 Wo.)Dance | Erstveröffentlichung: 22. Juni 2018 Verkäufe: + 255.000; mit Piso 21                             |
| 2018 | Speechless IIII                                          | DE7 Platin · (32 Wo.)DE | AT8 Platin · (27 Wo.)AT | CH9 Platin · (38 Wo.)CH | — | — | Dance31 (15 Wo.)Dance | Erstveröffentlichung: 16. November 2018 Verkäufe: + 975.000; feat. Erika Sirola                  |
| 2019 | All This Love IIII                                       | DE24 Gold · (21 Wo.)DE | AT32 Gold · (16 Wo.)AT | CH28 (22 Wo.)CH | — | — | — | Erstveröffentlichung: 3. Mai 2019 Verkäufe: + 240.000; feat. Harlœ                               |
| 2019 | Rather Be Alone IIII                                     | — | — | — | — | — | — | Erstveröffentlichung: 13. September 2019 mit Nick Martin & Sam Martin                            |
| 2020 | In Your Eyes IIII                                        | DE5 ×3Dreifachgold · (37 Wo.)DE | AT3 ×2Doppelplatin · (36 Wo.)AT | CH5 (54 Wo.)CH | — | — | Dance11 (20 Wo.)Dance | Erstveröffentlichung: 10. Januar 2020 Verkäufe: + 1.275.000; feat. Alida                         |
| 2020 | Oxygen –                                                 | DE— aDE | — | CH81 (1 Wo.)CH | — | — | — | Erstveröffentlichung: 29. Mai 2020 mit Winona Oak                                                |
| 2020 | Alane IIII                                               | DE6 Gold · (23 Wo.)DE | AT3 Platin · (25 Wo.)AT | CH7 (23 Wo.)CH | — | — | — | Erstveröffentlichung: 19. Juni 2020 Verkäufe: + 375.000; mit Wes; Original: Wes                  |
| 2020 | All We Got IIII                                          | DE5 Platin · (43 Wo.)DE | AT4 Platin · (38 Wo.)AT | CH4 (45 Wo.)CH | — | — | Dance20 (15 Wo.)Dance | Erstveröffentlichung: 16. Oktober 2020 Verkäufe: + 810.000; feat. Kiddo                          |
| 2021 | One More Time IIII • Breathe                             | DE37 Gold · (25 Wo.)DE | AT49 (18 Wo.)AT | CH68 (1 Wo.)CH | — | — | Dance43 (1 Wo.)Dance | Erstveröffentlichung: 26. Februar 2021 Verkäufe: + 200.000; mit Felix Jaehn feat. Alida          |
| 2021 | Somewhere over the Rainbow / What a Wonderful World Pink | DE82 (3 Wo.)DE | — | — | — | — | — | Erstveröffentlichung: 9. Juli 2021 feat. Alle Farben & Israel Kamakawiwoʻole                     |
| 2021 | Can’t Buy Love –                                         | — | — | — | — | — | — | Erstveröffentlichung: 23. Juli 2021 mit B-Case feat. Baby E                                      |
| 2021 | Young Right Now Pink                                     | DE28 Gold · (27 Wo.)DE | AT32 Platin · (20 Wo.)AT | CH13 (34 Wo.)CH | — | — | Dance40 (1 Wo.)Dance | Erstveröffentlichung: 12. November 2021 Verkäufe: + 380.000; feat. Dennis Lloyd                  |
| 2022 | On Repeat Pink                                           | DE— bDE | — | — | — | — | Dance36 (1 Wo.)Dance | Erstveröffentlichung: 6. Mai 2022 Verkäufe: + 100.000; feat. David Guetta                        |
| 2022 | Aeiou –                                                  | — | — | — | — | — | Dance40 (5 Wo.)Dance | Erstveröffentlichung: 23. Juni 2022 Verkäufe: + 60.000; mit Justin Quiles                        |
| 2022 | Sun Will Shine Pink                                      | DE— cDE | — | — | — | — | — | Erstveröffentlichung: 29. Juli 2022 feat. Tom Walker                                             |
| 2022 | Rockstar Baby –                                          | — | — | — | — | — | — | Erstveröffentlichung: 23. September 2022 feat. Mougleta                                          |
| 2023 | Sweet Goodbye Pink                                       | — | — | — | — | — | — | Erstveröffentlichung: 17. Februar 2023                                                           |
| 2023 | Killer Queen Pink                                        | — | — | — | — | — | — | Erstveröffentlichung: 19. Mai 2023 feat. Fil Bo Riva                                             |
| 2023 | Smash My Heart Pink                                      | — | — | — | — | — | — | Erstveröffentlichung: 14. Juli 2023                                                              |
| 2023 | Vorbei –                                                 | DE22 (4 Wo.)DE | AT13 (4 Wo.)AT | CH43 (1 Wo.)CH | — | — | — | Erstveröffentlichung: 22. September 2023 mit Montez & RAF Camora feat. Dario Rodriguez           |
| 2023 | I’ll Be There –                                          | DE52 (3 Wo.)DE | — | — | — | — | — | Erstveröffentlichung: 13. Oktober 2023 feat. Rita Ora & Tiago PZK                                |
| 2023 | Fugazi –                                                 | — | — | — | — | — | — | Erstveröffentlichung: 17. November 2023                                                          |
| 2024 | One by One –                                             | DE— dDE | — | — | — | — | — | Erstveröffentlichung: 19. Januar 2024 mit Topic feat. Oaks                                       |
| 2024 | Crazy –                                                  | — | — | — | — | — | — | Erstveröffentlichung: 23. Februar 2024                                                           |
| 2024 | All the Things She Said –                                | — | — | — | — | — | — | Erstveröffentlichung: 5. April 2024 feat. Timmy Trumpet; Original: t.A.T.u.                      |
| 2024 | Only Way Is Up –                                         | — | — | — | — | — | — | Erstveröffentlichung: 7. Juni 2024 feat. Izzy Bizu                                               |
| 2024 | Upside Down –                                            | — | — | — | — | — | — | Erstveröffentlichung: 16. August 2024 feat. Joel Corry                                           |
| 2024 | World Gone Wild –                                        | — | — | — | — | — | — | Erstveröffentlichung: 11. Oktober 2024 mit Cyril feat. Sam Martin                                |
| 2025 | Million Good Reasons –                                   | — | — | — | — | — | — | Erstveröffentlichung: 7. Februar 2025 mit Fast Boy                                               |
| 2025 | Old Friend –                                             | — | — | — | — | — | — | Erstveröffentlichung: 27. Juni 2025 feat. Cloves                                                 |

### Als Gastmusiker
| Jahr | Titel Album                           | Höchstplatzierung, Gesamtwochen, AuszeichnungChartplatzierungen (Jahr, Titel, Album, Platzierungen, Wochen, Auszeichnungen, Anmerkungen) | Höchstplatzierung, Gesamtwochen, AuszeichnungChartplatzierungen (Jahr, Titel, Album, Platzierungen, Wochen, Auszeichnungen, Anmerkungen) | Höchstplatzierung, Gesamtwochen, AuszeichnungChartplatzierungen (Jahr, Titel, Album, Platzierungen, Wochen, Auszeichnungen, Anmerkungen) | Höchstplatzierung, Gesamtwochen, AuszeichnungChartplatzierungen (Jahr, Titel, Album, Platzierungen, Wochen, Auszeichnungen, Anmerkungen) | Höchstplatzierung, Gesamtwochen, AuszeichnungChartplatzierungen (Jahr, Titel, Album, Platzierungen, Wochen, Auszeichnungen, Anmerkungen) | Höchstplatzierung, Gesamtwochen, AuszeichnungChartplatzierungen (Jahr, Titel, Album, Platzierungen, Wochen, Auszeichnungen, Anmerkungen) | Anmerkungen                                                                                                   |
| Jahr | Titel Album                           | DE | AT | CH | UK | US | Dance | Anmerkungen                                                                                                   |
| ---- | ------------------------------------- | --- | --- | --- | --- | --- | --- | --- |
| 2018 | Right Now –                           | DE78 (1 Wo.)DE | — | CH72 (1 Wo.)CH | — | — | Dance14 (20 Wo.)Dance | Erstveröffentlichung: 24. August 2018 Verkäufe: + 80.000; Nick Jonas vs. Robin Schulz                         |
| 2020 | Sun Is Shining (Robin Schulz Remix) – | DE— eDE | — | CH91 (1 Wo.)CH | — | — | — | Erstveröffentlichung: 17. Juli 2020 Bob Marley feat. Robin Schulz Original: Bob Marley & The Wailers          |
| 2021 | I Got a Feeling Breathe               | DE— fDE | AT— GoldAT | — | — | — | — | Erstveröffentlichung: 20. August 2021 Verkäufe: + 15.000 Felix Jaehn feat. Robin Schulz & Georgia Ku          |
| 2022 | In Your Arms (For an Angel) Ride      | DE36 (16 Wo.)DE | AT— GoldAT | CH61 (1 Wo.)CH | — | — | Dance31 (5 Wo.)Dance | Erstveröffentlichung: 28. Januar 2022 Verkäufe: + 35.000 Nico Santos feat. Robin Schulz, Topic & Paul van Dyk |
| 2022 | Miss You Alone in a Crowd             | DE12 (28 Wo.)DE | AT10 Platin · (26 Wo.)AT | CH9 ×2Doppelplatin · (31 Wo.)CH | UK3 Platin · (28 Wo.)UK | US84 Platin · (9 Wo.)US | Dance4 (26 Wo.)Dance | Erstveröffentlichung: 5. August 2022 Verkäufe: + 2.615.000; Oliver Tree feat. Robin Schulz                    |

## Musikvideos
| Jahr | Lied                                                | Regie                                                            |
| ---- | --------------------------------------------------- | ---------------------------------------------------------------- |
| 2014 | Waves (Robin Schulz Remix)                          | Petro Papahadjopoulos                                            |
| 2014 | Prayer in C (Robin Schulz Remix)                    | Maxim Rosenbauer                                                 |
| 2014 | Willst du                                           | Felix Urbauer                                                    |
| 2014 | Sun Goes Down                                       | Anna-Lilja Häfele                                                |
| 2015 | Headlights                                          | Kronck                                                           |
| 2015 | Sugar                                               | Zak Stoltz                                                       |
| 2015 | Show Me Love                                        | Zak Stoltz                                                       |
| 2016 | Heatwave                                            | Chehad Abdallah                                                  |
| 2016 | More Than a Friend                                  |                                                                  |
| 2016 | Shed a Light                                        | Eddy Klaus, Roald Seeliger (Version 1) Mario Clement (Version 2) |
| 2017 | OK                                                  | Liza Minou Morberg                                               |
| 2017 | I Believe I’m Fine                                  | Annegret von Feiertag                                            |
| 2017 | Unforgettable                                       | Maxim Rosenbauer, Moritz Ross                                    |
| 2018 | Oh Child                                            | Liza Minou Morberg                                               |
| 2018 | Right Now                                           |                                                                  |
| 2018 | Speechless                                          | Mario Clement                                                    |
| 2019 | All This Love                                       | Mdepict (Version 1) Robert Wunsch (Version 2)                    |
| 2019 | Monster (Robin Schulz Remix)                        | 351studio                                                        |
| 2019 | Rather Be Alone                                     | Robert Wunsch                                                    |
| 2020 | In Your Eyes                                        | Robert Wunsch                                                    |
| 2020 | Oxygen                                              | Nassim Maoui, Christophe Mentz                                   |
| 2020 | Alane                                               | Robert Wunsch                                                    |
| 2020 | Sun Is Shining (Robin Schulz Remix)                 | Nics                                                             |
| 2020 | All We Got                                          | Maxim Rosenbauer, Moritz Ross                                    |
| 2021 | One More Time                                       | Robert Wunsch                                                    |
| 2021 | Somewhere over the Rainbow / What a Wonderful World | Daniel Carberry                                                  |
| 2021 | I Got a Feeling                                     | Adi Halfin                                                       |
| 2021 | Young Right Now                                     | Jakub Rzucidlo, Tatjana Wenig                                    |
| 2022 | In Your Arms (For an Angel)                         | Marvin Ströter                                                   |
| 2022 | On Repeat                                           | Jakub Rzucidlo, Tatjana Wenig                                    |
| 2022 | Aeiou                                               | Rodrigo Rodríguez                                                |
| 2022 | Sun Will Shine                                      | Kevin Ferstl                                                     |
| 2022 | Rockstar Baby                                       | Mightkillya                                                      |
| 2023 | Sweet Goodbye                                       | Mightkillya                                                      |
| 2023 | Killer Queen                                        | Julian Kleinert, Amélie Siegmund                                 |
| 2023 | I’ll Be There                                       | Robert Wunsch                                                    |
| 2024 | One by One                                          | Julian Kleinert, Amélie Siegmund                                 |
| 2024 | Only Way Is Up                                      | Julian Kleinert, Amélie Siegmund                                 |
| 2024 | World Gone Wild                                     | Julian Kleinert, Amélie Siegmund                                 |
| 2025 | Million Good Reasons                                | Julian Kleinert, Amélie Siegmund                                 |
| 2025 | Old Friend                                          | Julian Kleinert, Amélie Siegmund                                 |

## Promoveröffentlichungen
Promo-Singles

| Jahr | Titel Album                     | Höchstplatzierung, Gesamtwochen, AuszeichnungChartplatzierungen (Jahr, Titel, Album, Platzierungen, Wochen, Auszeichnungen, Anmerkungen) | Höchstplatzierung, Gesamtwochen, AuszeichnungChartplatzierungen (Jahr, Titel, Album, Platzierungen, Wochen, Auszeichnungen, Anmerkungen) | Höchstplatzierung, Gesamtwochen, AuszeichnungChartplatzierungen (Jahr, Titel, Album, Platzierungen, Wochen, Auszeichnungen, Anmerkungen) | Höchstplatzierung, Gesamtwochen, AuszeichnungChartplatzierungen (Jahr, Titel, Album, Platzierungen, Wochen, Auszeichnungen, Anmerkungen) | Höchstplatzierung, Gesamtwochen, AuszeichnungChartplatzierungen (Jahr, Titel, Album, Platzierungen, Wochen, Auszeichnungen, Anmerkungen) | Höchstplatzierung, Gesamtwochen, AuszeichnungChartplatzierungen (Jahr, Titel, Album, Platzierungen, Wochen, Auszeichnungen, Anmerkungen) | Anmerkungen                                                                                           |
| Jahr | Titel Album                     | DE | AT | CH | UK | US | Dance | Anmerkungen                                                                                           |
| ---- | ------------------------------- | --- | --- | --- | --- | --- | --- | --- |
| 2015 | Yellow Sugar                    | DE73 (2 Wo.)DE | — | CH70 (1 Wo.)CH | — | — | Dance50 (1 Wo.)Dance | Erstveröffentlichung: 18. September 2015 feat. Disciples                                              |
| 2016 | Tutti (Etienne Ozborne Remix) – | — | — | — | — | — | — | Erstveröffentlichung: 25. April 2016                                                                  |
| 2018 | Basejump –                      | — | — | — | — | — | — | Erstveröffentlichung: 12. August 2018 Veröffentlichung nur in den Vereinigten Staaten                 |
| 2019 | Monster (Robin Schulz Remix) –  | DE*DE | AT*AT | CH*CH | — | — | — | Erstveröffentlichung: 16. August 2019 LUM!X & Gabry Ponte * Verkäufe werden dem Original hinzuaddiert |
| 2023 | Atlantis –                      | — | — | — | — | — | — | Erstveröffentlichung: 4. August 2023                                                                  |

## Sonderveröffentlichungen
| Jahr | Titel Album                      | Anmerkungen                                                                             |
| ---- | -------------------------------- | --------------------------------------------------------------------------------------- |
| 2021 | I Got a Feeling Breathe          | Erstveröffentlichung: 1. Oktober 2021 Felix Jaehn feat. Robin Schulz & Georgia Ku       |
| 2021 | One More Time Breathe            | Erstveröffentlichung: 1. Oktober 2021 Robin Schulz & Felix Jaehn feat. Alida            |
| 2023 | In Your Arms (For an Angel) Ride | Erstveröffentlichung: 26. Mai 2023 Nico Santos feat. Robin Schulz, Topic & Paul van Dyk |
| 2023 | Miss You Alone in a Crowd        | Erstveröffentlichung: 29. September 2023 Oliver Tree feat. Robin Schulz                 |

| Jahr | Titel Interpretation                    | Anmerkungen                              |
| ---- | --------------------------------------- | ---------------------------------------- |
| 2014 | A Sky Full of Stars Coldplay            | Erstveröffentlichung: 16. September 2014 |
| 2014 | Dangerous David Guetta feat. Sam Martin | Erstveröffentlichung: 21. November 2014  |
| 2017 | 2U David Guetta feat. Justin Bieber     | Erstveröffentlichung: 7. Juli 2017       |
| 2017 | Perfect Ed Sheeran                      | Erstveröffentlichung: 24. November 2017  |

## Statistik

### Chartauswertung
|                     | DE    | AT    | CH    | UK    | US    | Dance       |
| ------------------- | ----- | ----- | ----- | ----- | ----- | ----------- |
| Nummer-eins-Alben   | DE—DE | AT—AT | CH1CH | UK—UK | US—US | Dance—Dance |
| Top-10-Alben        | DE3DE | AT2AT | CH3CH | UK—UK | US—US | Dance2Dance |
| Alben in den Charts | DE5DE | AT5AT | CH5CH | UK1UK | US2US | Dance3Dance |

|                       | DE     | AT     | CH     | UK    | US    | Dance        |
| --------------------- | ------ | ------ | ------ | ----- | ----- | ------------ |
| Nummer-eins-Singles   | DE3DE  | AT3AT  | CH3CH  | UK2UK | US—US | Dance2Dance  |
| Top-10-Singles        | DE12DE | AT13AT | CH11CH | UK3UK | US—US | Dance4Dance  |
| Singles in den Charts | DE27DE | AT22AT | CH26CH | UK7UK | US4US | Dance18Dance |

### Auszeichnungen für Musikverkäufe
| Land/RegionAuszeichnungen für Musikverkäufe (Land/Region, Auszeichnungen, Verkäufe, Quellen) | Silber     | Gold       | Platin         | Diamant     | Verkäufe  | Quellen                 |
| -------------------------------------------------------------------------------------------- | ---------- | ---------- | -------------- | ----------- | --------- | ----------------------- |
| Australien (ARIA)                                                                            | —          | 2× Gold2   | 17× Platin17   | —           | 1.260.000 | aria.com.au             |
| Belgien (BRMA)                                                                               | —          | 3× Gold3   | 4× Platin4     | —           | 190.000   | ultratop.be             |
| Brasilien (PMB)                                                                              | —          | Gold1      | 2× Platin2     | —           | 100.000   | pro-musicabr.org.br     |
| Dänemark (IFPI)                                                                              | —          | 10× Gold10 | 8× Platin8     | —           | 485.000   | ifpi.dk                 |
| Deutschland (BVMI)                                                                           | —          | 12× Gold12 | 14× Platin14   | 2× Diamant2 | 8.800.000 | musikindustrie.de       |
| Finnland (IFPI)                                                                              | —          | 2× Gold2   | Platin1        | —           | 40.000    | Einzelnachweise         |
| Frankreich (SNEP)                                                                            | —          | 3× Gold3   | 5× Platin5     | Diamant1    | 1.826.332 | snepmusique.com         |
| Griechenland (IFPI)                                                                          | —          | —          | Platin1        | —           | 20.000    | Einzelnachweise         |
| Italien (FIMI)                                                                               | —          | 4× Gold4   | 24× Platin24   | —           | 1.280.000 | fimi.it                 |
| Kanada (MC)                                                                                  | —          | 7× Gold7   | 22× Platin22   | —           | 2.040.000 | musiccanada.com         |
| Mexiko (AMPROFON)                                                                            | —          | 2× Gold2   | —              | —           | 60.000    | amprofon.com.mx         |
| Neuseeland (RMNZ)                                                                            | —          | 2× Gold2   | 13× Platin13   | —           | 360.000   | radioscope.co.nz NZ2    |
| Niederlande (NVPI)                                                                           | —          | Gold1      | 2× Platin2     | —           | 80.000    | nvpi.nl                 |
| Norwegen (IFPI)                                                                              | —          | Gold1      | 8× Platin8     | —           | 335.000   | ifpi.no                 |
| Österreich (IFPI)                                                                            | —          | 10× Gold10 | 11× Platin11   | —           | 480.000   | ifpi.at                 |
| Polen (ZPAV)                                                                                 | —          | 3× Gold3   | 20× Platin20   | 3× Diamant3 | 1.765.000 | olis.pl                 |
| Portugal (AFP)                                                                               | —          | 2× Gold2   | 2× Platin2     | —           | 30.000    | Einzelnachweise         |
| Schweden (IFPI)                                                                              | —          | Gold1      | 8× Platin8     | —           | 340.000   | sverigetopplistan.se    |
| Schweiz (IFPI)                                                                               | —          | 3× Gold3   | 12× Platin12   | —           | 350.000   | hitparade.ch            |
| Spanien (Promusicae)                                                                         | —          | 3× Gold3   | 13× Platin13   | —           | 660.000   | elportaldemusica.es ES2 |
| Vereinigte Staaten (RIAA)                                                                    | —          | —          | 5× Platin5     | —           | 5.011.000 | riaa.com                |
| Vereinigtes Königreich (BPI)                                                                 | 3× Silber3 | Gold1      | 11× Platin11   | —           | 7.300.000 | bpi.co.uk               |
| Insgesamt                                                                                    | 3× Silber3 | 73× Gold73 | 203× Platin203 | 6× Diamant6 |           |                         |